# Umm-Salal Sports Club
Umm-Salal Sports Club (em árabe: نادي ام صلال الرياضي) é uma agremiação esportiva de Umm Salal, no Qatar. Foi anteriormente conhecido como Al-Tadamun Club. É mais conhecido por ser o primeiro clube do país a chegar às semifinais da Liga dos Campeões da Ásia.

## História
O Umm Salal foi formado em 1979, sob o nome de Al-Tadamun Sports Club. Venceu a segunda divisão em sua segunda temporada, e mais duas vezes em 2000 e 2006. Em 2004, o nome do clube, Al Tadamun Club, foi mudado para o que é atualmente conhecido como, Umm Salal, por decisão do Comitê Olímpico do Qatar .
Umm Salal foi promovido à Liga do Qatar em 2006-2007. Desde então manteve o nível, terminando em terceiro lugar em temporadas consecutivas. Em 2008, se classificou para a AFC League 2009 depois de derrotar o Al Gharafa por 4 a 1 nos pênaltis na final da Copa do Emir. O time foi eliminado nas semifinais, melhor resultado que um clube do Qatar já tinha alcançado na época.
O apelido do time, Falcons Barzan, é uma referência à Torre de Barzan, das casas de Umm Salal Mohammed Fort. A torre tornou-se famosa por ter sido usada durante o Ramadã.

## Títulos
- Copa do Emir

Vencedor (1): 2008;
- Sheikh Jassem Cup

Campeão (1): 2009;
- Segunda divisão

Vencedor (3): 1998, 2000, 2006;

### Performance na AFC continental
- AFC Champions League: 1 aparição

AFC Champions League 2009: Semifinal

## Elenco atual
- Atualizado em 3 de abril de 2022.

## Treinadores
| - Saad Hafez (1999–01) - Said Razgui (2001–02) - Lakhdar Belloumi (2003) - Fareed Ramzy (2004) - Robert Mullier (2004–05) - Abdelhak Benchikha (2005–06) - Hassan Hormutallah (Feb 20, 2007–07) - Richard Tardy (July 1, 2007–Oct 26, 2007) - Hameed Bremel (2007) - Laurent Banide (Nov 7, 2007–Nov 3, 2008) - Gérard Gili (Nov 16, 2008–April 12, 2010) - Henk ten Cate (April 12, 2010–Feb 6, 2011) - Hassan Hormutallah (Feb 2011–Nov 15, 2011) | - Gérard Gili (Dec 15, 2011–June 30, 2012) - Bertrand Marchand (July 1, 2012–March 13) - Alain Perrin (March 9, 2013–Sept 30, 2013) - Gérard Gili (Sept 30, 2013–Dec 13) - Bülent Uygun (Dec 12, 2013–Dec 15, 2016) - Mahmoud Gaber (Dec 15, 2016–Feb 4, 2018) - Talal El Karkouri (Feb 5, 2018–June 30, 2018) - Laurent Banide (July 1, 2018–Nov 14, 2018) - Raúl Caneda (Jan 3, 2019–Nov 6, 2019) - Aziz Ben Askar (Nov 5, 2019–June 30, 2021) - Sérgio Farias (June 30, 2021–Oct 27, 2021) - Wesam Rizik (Oct 27, 2021–} |